# Rocky Bay
Die Rocky Bay (englisch für Felsige Bucht) ist eine kleine Bucht mit zahlreichen Klippen und Rifffelsen an der Südküste Südgeorgiens. Sie liegt unmittelbar nördlich des Ducloz Head.
Wahrscheinlich war 1819 Fabian Gottlieb von Bellingshausen während der ersten russischen Antarktisexpedition (1819–1821) der Erste, der die Bucht kartierte. Die deskriptive Benennung, seit mindestens 1930 etabliert, geht vermutlich auf Robbenjäger und Walfänger zurück, die in diesem Gebiet operierten.